# Vitalij Valentinovič Bianki
Vitàlij Valentìnovič Biànki (in russo Вита́лий Валенти́нович Биа́нки?; San Pietroburgo, 11 febbraio 1894 – Leningrado, 10 giugno 1959) è stato uno scrittore e naturalista sovietico.

## Biografia
Vitàlij Valentínovič Biànki nacque l'11 febbraio 1894 (30 gennaio dell'allora calendario giuliano in vigore) a San Pietroburgo, Russia, dove suo padre, Valentin Bianki, gestiva la collezione ornitologica del Museo zoologico dell'Accademia delle scienze russa. La sua famiglia d'origine tedesca si trasferì in Russia nella metà dell'Ottocento. Un bisnonno dello scrittore, cantante lirico, prese per il suo nome scenico la traduzione italiana del suo cognome tedesco Weiß - così la famiglia diventó Bianchi. Vitalij ebbe due fratelli maggiori. Il grande appartamento della famiglia presso il museo fu sempre pieno di animali da compagnia: uccelli, pesci d'acquario, rettili. I bambini Bianki si sentirono a casa propria tra le collezioni del museo. La famiglia trascorreva l'estate in una dacia a Lebjaž'e, dove il padre, appassionato naturalista, insegnava ai figli la vita del bosco e dei suoi abitanti, i metodi di ricerca sul campo. Avendo concluso gli studi secondari al ginnasio, Vitalij si iscrisse a scienze naturali presso l'Università di San Pietroburgo, ma non si laureò perché fu chiamato alle armi nel 1916. Dopo 4 mesi di studi militari intensi Bianki ricevette il grado di ufficiale e fu inviato a Carskoe Selo vicino a Pietroburgo in una brigata di artiglieria. Con l'inizio della Rivoluzione nel 1917 Vitalij fu eletto nel Soviet dei soldati. Si iscrisse nel Partito Socialista Rivoluzionario, ma non vi restò a lungo. Nel 1918 Vitalij Bianki con la sua brigata fu trasferito nella regione del Volga, dove, durante la guerra civile, si spostava di una città all'altra, lavorava in un giornale, fu coscritto nell'Armata Bianca dell'Ammiraglio Kolčak, poi disertò e finalmente si insediò a Bijsk nel Territorio dell'Altaj. A Bijsk Bianki lavorò nel ufficio dei musei, per un anno insegnò biologia in una scuola locale, nella quale incontrò la sua futura moglie, professoressa di lingua francese Vera Nikolaevna Kljuževa. Fu uno dei fondatori del museo civico di Bijsk, che ora porta il suo nome. Organizzò due spedizioni scientifiche al lago Teleckoe. Pubblicò alcuni articoli sulla natura nel giornale Territorio dell'Altaj. A Bijsk fu arrestato due volte come ex-Socialista Rivoluzionario ma poi rilasciato. Nel 1922, quando aveva saputo del terzo arresto imminente, partì da Altaj con la moglie e la figlia neonata per San Pietroburgo, dove nel frattempo la guerra era finita. Nel 1923 pubblicò il suo primo racconto per bambini Il viaggio del passero con la testa rossa, poi altri ancora. Le sue opere hanno avuto subito successo e da allora in qua Vitalij Bianki fece lo scrittore professionista. Fu di nuovo arrestato nel 1925 e condannato a tre anni di confino a Ural’sk. Questo non impedì la sua vita professionale - scrisse nuove opere che furono pubblicate dalle case editrici. Nel 1928 gli fu permesso di ritornare prima a Novgorod poi, nel 1929, a Leningrado, dove visse fino ai suoi ultimi giorni. Subì ancora due arresti - nel 1932 e nel 1935, ma entrambe le volte fu liberato alcune settimane dopo. Passava l'inverno nel suo appartamento sull'isola Vasil'evskij e l'estate in diverse case di campagna nell'odierna Oblast' di Novgorod, dove incontrò la Grande guerra Patriottica. Venne esonerato dal servizio militare a causa delle condizioni di salute cagionevoli. Durante gli anni della guerra lo scrittore con la famiglia fu evacuato nella regione degli Urali. Gli ultimi dieci anni della sua vita Vitalij Bianki soffrì di malattie gravi, fu colto da infarto e due ictus. Vitalij Bianki morì 10 giugno 1959 a Leningrado.
Sua figlia Elena fu una pittrice e biografo del padre. Il figlio Vitalij è ornitologo, lavorava come ricercatore nella riserva naturale di Kandalakša.

## Attività letteraria
Fu introdotto nel mondo letterario nel 1923 da Samuil Jakovlevič Maršak; uno dei principali creatori della letteratura sovietica per bambini. Bianki cominciò a scrivere i racconti per la sua rivista per ragazzi Vorobèj (Il passero). Nel 1928 venne pubblicata la prima edizione del Giornale della foresta, dove gli eventi quotidiani della vita boschiva sono descritti nei diversi generi giornalistici: cronaca, telegramma, pagina sportiva, reportage. Qui si può trovare un annuncio degli storni: "cercasi appartamento" o una recensione del balletto presentato dai svassi maggiori su un laghetto sperduto. L'autore ha riscritto quel libro per tutta la vita, modificandolo e integrandone i contenuti. Il giornale della foresta uscì in riviste, libri, fu trasmesso su programmi radio. Le opere di Bianki sono state tradotte in diverse lingue: tedesco, inglese, polacco, giapponese ecc. Incontrava i suoi piccoli lettori, conduceva una trasmissione radiofonica settimanale, con la quale riceveva sacchi di lettere dai bambini alle quali rispondeva per radio. Le opere di Bianki vennero studiate nelle scuole elementari russe. Con l'avvenimento dell'animazione alcuni dei suoi racconti furono adattati per lo schermo. I libri di Vitalij Bianki sono illustrati da molti artisti noti: Jurij Vasnecov, Valentin Kurdov, Evgenij Čarušin. 

## Le trame di alcuni racconti[8]

### Pik il topolino
Due bambini, un fratello e una sorella, sulla sponda d'un fiume fanno delle barche di corteccia e trovano un cucciolo di topo selvatico. Lo chiamano Pik, lo mettono nella barca e la lasciano nell'acqua corrente. Il topolino è minacciato dall'alto dai gabbiani e da un luccio da sotto. Subito un falco pescatore cade dal cielo, acchiappa il luccio e capovolge la barca. Pik riesce a raggiungere la riva. Il topolino impara a vivere da solo, ad essere autosufficiente: cercare il cibo, nascondersi dei predatori, costruire il nido sui fili d'erba. Un giorno una lumaca entra nel suo nido e Pik è costretto a cambiare tutta la fodera per eliminare la bava. In autunno il topolino scava una tana dove accumula il cibo e vive lì per la dormiveglia invernale. Ma in pieno inverno lui è svegliato sotto gli zoccoli delle capre, la sua tana viene distrutta, tutto il cibo mangiato. Pik scappa per la neve e per il fiume giacciato, ma viene subito pigliato da un gufo. Il topolino ferito riprende i sensi nel nido del gufo nella cavità di un albero. Scappa di nuovo e riesce ad arrivare alla casa dei bambini che lo hanno messo nella barca. Nel seminterrato della casa Pik incontra dei topi domestici, i quali lo respingono. I bambini vedono il topolino, lo riconoscono, cercano di addomesticarlo - e piano piano Pik si abitua a loro. 

### Il musicista
Un vecchio cacciatore suona il violino. Suona male ma è contento perché riesce a produrre qualunque tipo di musica. Un contadino passando gli dice di lasciare il violino e spostarsi velocemente nella foresta per andare dove lui a appena visto un orso. Il vecchio va cercare quell'orso ma non lo trova e si siede per riposare. Ad un tratto sente il suono squillante della corda. Segue il suono e vede un albero frantumato con lunghe schegge di legno sporgenti. Un orso tira una scheggia con la zampa e poi la rilascia. La scheggia suona. L'orso l'ascolta. Il vecchio cacciatore nascosto tra gli alberi pure l'ascolta. La sera il vecchio è di nuovo col suo violino. Tira una corda e ascolta il suo suono. Il contadino passa ancora una volta per sapere se il cacciatore ha ucciso l'orso. Lui risponde che non poteva sparare a quell'orso in quanto lo stesso è musicista come lui.

### Lepre, Gallo forcello, Orso e Nonno Gelo
In autunno gli animali del bosco stanno male. La lepre bianca si lamenta che ha già messo una pelliccia d'inverno ora molto visibile sul terreno nero. Il gallo forcello sopra una betulla borbotta per avere paura pure lui di camminare laggiù. L'orso non può andare in letargo poiché la sua tana è nuda e appariscente. Gli animali chiedono a Nonno Gelo di portar loro l'inverno con la neve. Nonno Gelo arriva e cosparge di neve il bosco. L'orso lo ringrazia e va dormire nella sua tana sotto un mucchio di rami. La lepre è contenta ma non del tutto: benché ora non si nota sullo sfondo bianco, ma le sue impronte rimangono nella neve soffice. Per forcello questa neve poco profonda è completamente inutile. Per aiutarlo Nonno Gelo aggiunge ancora della neve. Forcello si tuffa contento dalla betulla e si addormenta sotto la neve. Ma adesso la lepre lamenta perché correndo affonda fino alle orecchie. Chiede a Nonno Gelo di fare uno strato di ghiaccio sopra. Nonno Gelo comincia a struggere la neve di giorno e congelarla di notte per creare una crosta rigida. La lepre lo ringrazia - è soddisfatta. Ma il gallo forcello è proprio arrabbiato: la sera si è tuffato nella neve umida e il mattino appena ha potuto uscire dallo strato di ghiaccio. In aggiunta si sveglia l'orso perché bagnato dalla neve sciolta e sgrida Nonno Gelo. Nonno Gelo parte offeso e al suo posto arriva la bella Primavera.

## Opere
- L'anatra di Aniutka
- Il cavallo d'acqua
- Dove svernano i gamberi
- Gli occhi e gli orecchi
- Lo stagno verde
- Il libro della neve
- La prima caccia
- La drosera - la morte delle zanzare
- Le code
- Come una formica s'affrettava a tornare a casa
- Come volevo versare del sale sulla coda di una lepre
- Il versante rosso
- Chi canta con che cosa?
- Il piccolo del cuculo
- Le case boschive
- La gola arancione

## Film tratti dai soggetti di Bianki
- Cento gioie o il libro delle grandi scoperte, regia di Yaroslav Lupij (1981)[9].

Una tetralogia diretta dal regista Agasi Babajan che ha come protagonista la lince Kunak:
- Per sentiero dell'amore disinteressato (1971)
- La lince prende il sentiero (1982)
- La lince ritorna (1986)
- La lince segue le orme (1994)